# 佐賀県道336号中原鳥栖線
佐賀県道336号中原鳥栖線（さがけんどう336ごう なかばるとすせん）は、佐賀県三養基郡みやき町から鳥栖市に至る一般県道である。

## 概要
三養基郡みやき町大字簑原から鳥栖市高田町に至る。一部区間が途切れてはいるものの、別ルートを利用して双方向への行き来は可能である。
また、一部区間に離合が難しい区間があるものの、概ね2車線が確保されている。

### 路線データ
- 起点：佐賀県三養基郡みやき町大字簑原（中原橋交差点、国道34号・福岡県道136号入部中原停車場線・佐賀県道136号早良中原停車場線交点）
- 終点：佐賀県鳥栖市高田町（高田町北交差点、国道3号交点）

## 路線状況

### 重複区間
- 佐賀県道・福岡県道145号江口長門石江島線（鳥栖市江島町）

### 道路施設

#### 橋梁
- 江島橋（江島川、鳥栖市、佐賀県道・福岡県道145号江口長門石江島線重複区間内）
- 沼川橋（沼川、鳥栖市）
- 鳥南橋（安良川、鳥栖市）
- 今川橋（驫木川、鳥栖市）
- 前川橋（前川、鳥栖市）

## 地理

### 通過する自治体
- 三養基郡みやき町
- 鳥栖市

### 交差する道路
| 交差する道路                                                          | 市町村名 | 市町村名 | 交差する場所 | 交差する場所          |
| --------------------------------------------------------------------- | -------- | -------- | ------------ | --------------------- |
| 国道34号 福岡県道136号入部中原停車場線・佐賀県道136号早良中原停車場線 | 三養基郡 | みやき町 | 大字簑原     | 中原橋交差点 / 起点   |
| 未供用区間                                                            |          |          |              |                       |
| 佐賀県道・福岡県道145号江口長門石江島線 重複区間起点                  | 鳥栖市   | 鳥栖市   | 江島町       |                       |
| 佐賀県道・福岡県道145号江口長門石江島線 重複区間終点                  | 鳥栖市   | 鳥栖市   | 江島町       |                       |
| 福岡県道・佐賀県道17号久留米基山筑紫野線                              | 鳥栖市   | 鳥栖市   | 真木町       | 真木町交差点          |
| 国道3号                                                               | 鳥栖市   | 鳥栖市   | 高田町       | 高田町北交差点 / 終点 |

### 交差する鉄道
- 鹿児島本線
- 九州新幹線

### 沿線
- JR九州長崎本線 中原駅（起点付近）
- 佐賀県立三養基高等学校（起点付近）
- 佐賀県立中原特別支援学校
- 佐賀カントリークラブ
- 佐賀競馬場
- JR九州鹿児島本線 肥前旭駅